# ジャックロード
ジャックロードは、株式会社ネクストトゥエンティワンが運営するブランド腕時計専門店。

## 概要
海外正規品の並行輸入店として、ROLEX、OMEGA、PATEK PHILIPPEなど、200を超える世界中の一流ブランド腕時計を取り扱う、メンズブランド腕時計の専門店。
最新モデルから、リーズナブルな価格のUSED、一点物の稀少アンティーク時計まで、国内トップクラスの豊富な品揃え常時6,000点超の在庫数を誇る。
20名を超える通訳スタッフを配し各国の言語に対応。また買取り下取りにも対応している。レディースブランド腕時計とブランドジュエリー、ブランドバッグ等を扱う姉妹店「ベティーロード」を併設している。

## 沿革
- 1987年6月 - 中野ブロードウェイ3Fにアンティーク雑貨「ジャックロード」出店。
- 1989年2月 - 「ジャックロード」輸入ブランド時計販売開始。
- 1994年10月 - 雑貨、ファッション時計の輸入、卸開始。
- 1995年7月 - 中野ブロードウェイ3Fに輸入雑貨「スーパージャック中野店」出店。
- 1996年3月 - 新宿アルタ5Fに輸入雑貨「ゴールデンジャック」出店。
- 1997年4月 - 渋谷パルコクアトロ4Fに輸入雑貨「スーパージャック渋谷店」出店。
- 2001年4月 - 「スーパージャック渋谷店」閉店。
- 2001年8月 - 「ゴールデンジャック」閉店。
- 2003年1月 -「スーパージャック中野店」閉店。
- 2012年11月 - 商談ルーム新設。
- 2020年3月 - 「ジャックロード」店舗リニューアル。
- 2020年7月 - 新たな商談ルーム新設、グランドオープン。

## 実店舗
ジャックロード JACKROAD（メンズブランド腕時計専門店）
〒164-0001 東京都中野区中野5-52-15 ブロードウェイ3F

## 関連会社
フジヤグループ
- 株式会社フジヤホールディングス
- 株式会社フジヤカメラ店
- ベティーロード BETTYROAD（レディースブランド腕時計専門店）
- ベティーロード BETTYROAD（ブランドジュエリー・ブランドバッグ専門店）